# Kỳ Đồng (thị trấn)
Kỳ Đồng là thị trấn huyện lỵ của huyện Kỳ Anh, tỉnh Hà Tĩnh, Việt Nam.

## Địa lý
Thị trấn Kỳ Đồng nằm ở phía bắc của huyện Kỳ Anh, có vị trí địa lý:
- Phía bắc giáp xã Kỳ Phú
- Phía đông giáp các xã Kỳ Phú và Kỳ Khang
- Phía nam giáp xã Kỳ Khang
- Phía tây giáp xã Kỳ Giang.

Sông nhà Lê chảy qua xã.

## Hành chính
Thị trấn Kỳ Đồng được chia thành 7 tổ dân phố: Đồng Phú, Hải Vân, Hồ Vân Giang, Yên Sơn, Đồng Tiến, Đồng Trụ Đông, Đồng Trụ Tây.

## Lịch sử
Xã Kỳ Đồng được thành lập ngày 7/01/1986 trên cơ sở 100 hécta diện tích tự nhiên và 833 người của xã Kỳ Khang; 476 hécta diện tích tự nhiên và 1.860 người của xã Kỳ Phú và 120 hécta diện tích tự nhiên cùng 705 người của xã Kỳ Giang. 
Khi thành lập, xã Kỳ Đồng có tổng diện tích tự nhiên 669 hécta với 3.318 người.
Ngày 26 tháng 6 năm 2024, UBND tỉnh Hà Tĩnh ban hành Quyết định số 1541/QĐ-UBND về việc công nhận xã Kỳ Đồng là đô thị loại V.

## Giao thông
- Xã Kỳ Đồng có Quốc lộ 1 chạy qua.
- Từ xa xưa trên địa bàn xã này có tuyến kênh Nhà Lê nối từ  kinh đô Hoa Lư đến Đèo Ngang đi qua, là tuyến đường thủy đầu tiên trong lịch sử Việt Nam và được coi là tuyến đường Hồ Chí Minh trên sông vì những đóng góp cho các cuộc chiến tranh của người Việt.